# Castelo de Whitehaven

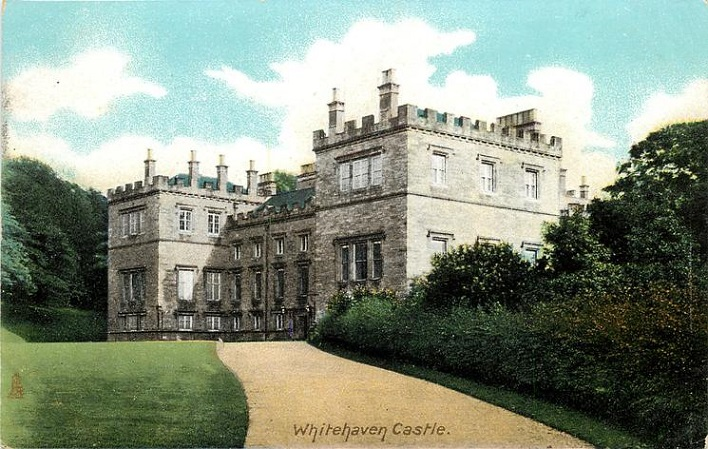
Castelo de Whitehaven

O Castelo de Whitehaven é um edifício histórico em Whitehaven, Cumbria. É um edifício listado como Grau II.

O edifício foi construído para Sir John Lowther como sua residência privada; era originalmente conhecido como Flatt Hall e foi concluído em 1769. Em 1924, o Conde de Lonsdale vendeu o Castelo de Whitehaven para Herbert Wilson Walker, um industrial local, que então doou o prédio para o povo de West Cumberland, juntamente com com £ 20.000 para convertê-lo em um novo hospital. Depois de o Hospital West Cumberland ter sido inaugurado em 1964, o Castelo de Whitehaven tornou-se numa instituição para idosos e, desde então, foi convertido em apartamentos.